# Lachnaia paradoxa
Lachnaia paradoxa  (лат.) — вид листоедов (Chrysomelidae) из подсемейства клитрины (Clytrinae). Встречается в Алжире, Марокко и на юге Испании.

## Вариетет
- Lachnaia paradoxa var. vicina (Lacordaire, 1848)